# 우다 천황
우다 천황(일본어: 宇多天皇, 867년 6월 10일 ~ 931년 9월 3일)은 제59대 일본 천황(재위: 887년 ~ 897년)이다.
그가 국화 왕좌에 오르기 전에 개인 이름은 사다미 친왕(定省親王)이었다. 우다 천황은 고코 천황의 삼남으로 어머니는 한시 황후로 나카코 황자의 딸이며 간무 천황의 손녀였다. 우다는 다섯 명의 황실 배우자와 20명의 자녀를 두었다.

## 약력
우다의 아버지 고코 천황은 즉위 후 비용을 줄이기 위해 백성들의 수준으로 그의 아들들의 비용과 영향력을 줄였다. 간교 8년(884년) 6월에 26명의 황자와 황녀를 신적강하시켜 겐지로 삼았는데 사다미왕도 그 중 한 명으로 그때 그의 나이 32살이었다.
닌나(仁和) 3년(887년)에 고코 천황이 후계를 지명하지 않은 채 중태에 빠지자 당시 조정의 실력자였던 간파쿠(關伯) 후지와라노 모토쓰네(藤原基經)는 천황의 뜻이 사다미에게 있다며 조정의 의론을 하나로 모았다. 이에 사다미는 8월 25일에 황족으로 복귀하여 친왕선하를 받고 다음날인 26일에 황태자로 책봉되었다. 사다미는 모토쓰네의 이복여동생인 상시(尙侍) 후지와라노 요시코(藤原淑子)의 조카로서 후궁에 강한 영향력을 행사하고 있었다. 그러나 사다미의 후계 책봉을 열렬히 지원했던 요시코와는 달리 모토쓰네 자신은 딱히 사다미를 마음에 들어한 것은 아니었다고 한다. 같은 날 고코 천황이 병으로 붕어함으로써 즉위, 11월 17일에 즉위식을 거행했다.

## 가계도
- 황후 : 황태부인(皇太夫人) 후지와라노 요시코(藤原温子 872~907) - 관백(關白) 후지와라노 모토쓰네(藤原 基経)의 딸
  - 제1황녀 : 히라코 내친왕(均子内親王) (890~910)
- 황후 : 증 황후(曾皇后) 후지와라노 다네코(藤原胤子) (?~896) - 후지와라노 다카후지(藤原 高藤)의 딸
  - 제1황자 : 아쓰히토 친왕(敦仁親王) - (다이고 천황)
  - 제4황자 : 아쓰요시 친왕(敦慶親王) (888~930)
  - 제5황자 : 아쓰카타 친왕(敦固親王) (?~927)
  - 제2황녀 : 야스코 내친왕(柔子内親王) (?~959)
  - 제7황자 : 아쓰자네 친왕(敦実親王) (893~967)
- 뇨고(女御) : 다치바나노 노리코(橘 義子) - 다치바나노 히로미(橘広相)의 딸
  - 제2황자 : 도키나카 친왕(斉中親王) (885~891)
  - 제3황자 : 도키요 친왕(斉世親王) (886~927)
  - 제6황자 : 도키쿠니 친왕(斉邦親王)
  - 제4황녀 : 기미코 내친왕(君子内親王) (?~902)
- 뇨고(女御) : 다치바나노 후사코(橘房子) (?~893)
- 뇨고(女御) : 스가와라노 히로코(菅原衍子) - 스가와라노 미치자네(菅原道真)의 딸
  - 황녀 : 미나모토노 가타무코(源傾子)
- 코이(更衣) : 미나모토노 사다코(源貞子) - 미나모토노 노보루(源昇)의 딸
  - 제7황녀 : 요리코 내친왕(依子 内親王) (895~936)
- 코이(更衣) : 후지와라노 야스코(藤原 保子) - 후지와라노 아리자네(藤原有実)의 딸
  - 황녀 : 노리코 내친왕(誨子 内親王) (?~953)
  - 황녀 : 스에코 내친왕(季子 内親王) (?~979)
- 코이(更衣) : 노리히메 여왕(徳姫 女王) - 도요왕(十世王)의 딸
  - 황녀 : 사네코 내친왕(孚子内親王) (?~958)
- 코이(更衣) : 미나모토노 히사코(源久子)
- 코이(更衣) : 후지와라노 시즈코(藤原静子)
- 상시(尚侍) : 후지와라노 요시코(藤原褒子) - 후지와라노 도키히라(藤原時平)의 딸
  - 제9황자 : 마사아키라 친왕(雅明親王) (920~929)
  - 제10황자 : 노리아키라 친왕(載明親王)
  - 제11황자 : 유키아키라 친왕(行明親王) (926~948)
- 궁인(宮人) : 후지와라 씨(藤原氏) (872?~938?) - 후지와라노 쓰구카게(藤原継蔭)의 딸 , 여성가인
- 생모미상
  - 제8황자 : 유키나카 친왕(行中親王) (897~909)
  - 제5황녀 : 시게코 내친왕(成子内親王) (?~979)
  - 황녀 : 미나모토노 노부코(源順子)（875~925）
  - 황녀 : 미나모토노 오미코(源臣子)

## 같이 보기
- 일본 천황
- 고우다 천황